# Окимото, Полиана
Полиана Окимото (порт.-браз. Poliana Okimoto; род. 8 марта 1983, Сан-Паулу) — бразильская пловчиха, специализирующаяся в плавании на открытой воде и на длинные дистанции. Чемпионка мира и бронзовый призёр Олимпийских игр.

## Карьера
Полиана Окимото участвовала на чемпионате мира на короткой воде в Москве в 2002 году, где заняла 18-е место в плавании на 800 метров вольным стилем.
Она выиграла Travessia dos Fortes в 2005 году.
Окимото участвовала в Панамериканских играх 2007 года в Рио-де-Жанейро, впервые выступив в марафонском плавании. Она завоевала серебряную медаль на 10 км, которая стала первой для Бразилии на турнире.
Окимото финишировала седьмой в первом в истории Олимпийском марафоне на Играх 2008 года.
Она также приняла участие на чемпионате мира на открытой воде 2008 года в Севилье.
В 2009 году Окимото выиграла Кубок мира, победив на 9 из 11 этапов. Она стала первой бразильянкой, победившей на Мировой серии.
На чемпионате мира по водным видам спорта в Риме в 2009 году Полиана Окимото завоевала бронзовую медаль. Бразилия впервые за 15 лет завоевала медаль на чемпионатах мира, а Окимото стала первой бразильской женщиной, выигравшей медаль на чемпионате мира. Журнал Época назвал её одной из 100 самых влиятельных бразильянок в 2009 году.
Она участвовала в чемпионате Тихоокеанского бассейна 2010 года в Ирвайне, где заняла 20-е место в плавании на 400 метров вольным стилем.
В 2010 году она побила рекорды Бразилии на короткой воде в плавании на 800 метров вольным стилем (8.27,77) и 1500 метров вольным стилем (16.09,04).
На Панамериканских играх 2011 года в Гвадалахаре Окимото повторила результат 2007 года и снова выиграла серебро.
На Олимпийских играх 2012 года в Лондоне Окимото не смогла завершить гонку. Разочарование, которое последовало за этим, привело Окимото к депрессии и мыслям о том, чтобы бросить спорт. Но её убедил муж-тренер Рикардо Синтра продолжить карьеру.
На чемпионате мира по водным видам спорта в Барселоне в 2013 году Полиана выиграла серебряную медаль в женской гонке на 5 км, а через несколько дней стала чемпионкой мира в гонке на 10 км. На финише в командном зачете она выиграла бронзовую медаль с бразильской командой вместе с Самуэлем де Бона и Алланом ду Карму.
12 августа 2013 года Окимото побил рекорд Бразилии на дистанции 1500 метров вольным стилем с результатом 16.26,90.
На чемпионате мира в Казани Окимото финишировала шестой в марафоне на 10 км.
Первоначально Окимото финишировала четвёртой в гонке на 10 км на Олимпийских играх 2016 года в Бразилии. Дисквалификация занявшей второе место Орели Мюллер из-за нарушений на финише позволила Окимото стать бронзовым призёром. Она стала первой бразильской женщиной, выигравшей олимпийскую медаль в плавании.
В следующем году Окимото не попала на чемпионате мира 2017 года, заняв третье место на национальных квалификационных соревнованиях на 10 км.